# Vincenzo Pacetti
Vincenzo Pacetti (Roma, 3 aprile 1746 – Roma, 28 luglio 1820) è stato uno scultore e restauratore italiano.
Vincenzo Pacetti fu particolarmente attivo nel collezionare, restaurare nonché completare sculture classiche come, ad esempio, il Fauno Barberini (1799, ora alla Glyptothek di Monaco di Baviera) — la sua opera più famosa — il Dioniso Hope (ora Metropolitan Museum of Art) e  Atena di Velletri (1797, ora al Louvre) per poi venderle una volta restaurate a ricchi collezionista.  Era fratello di Camillo Pacetti e padre di Michelangelo Pacetti.

## Biografia
Vincenzo Pacetti studiò alla Accademia del Nudo e in seguito nello studio dello scultore-restauratore, Pietro Pacili nel periodo 1766–1772, subentrando nello studio di Pacili alla morte del vecchio scultore.
In qualità di scultore indipendente fu ammesso alla Accademia di San Luca, presentando il suo ritratto (illustrazione) e presentando delle referenze della sua reputazione. Bartolomeo Cavaceppi, un altro importante scultore-restauratore stimò Pacetti abbastanza da fare di lui l'esecutore delle sue volontà. Della suddetta Accademia fu anche principe per diversi anni.
I Barberini promisero a Pacetti di vendergli un gruppo di sculture e frammenti romani nel 1799, tra cui figurava in primo piano il Fauno Barberini. Pacetti eliminò i restauri precedenti e scolpì una nuova gamba destra in marmo, ma i membri della famiglia Barberini ritirarono la loro offerta di vendita e Pacetti fu rimborsato con la somma di 2000 zecchini.
In qualità di scultore-restauratore favorito del principe Marcantonio Borghese, produsse anche diversi rilievi e stucchi di tema mitologico per la Sala degli Imperatori (tra cui i più notevoli sono "la capra Amanthea" e "Perseo che libera Andromeda") e per la stanza che ospitava le opere di Bernini Enea, Anchise e Ascanio e Apollo e Dafne, entrambi alla Galleria Borghese
.  Altre sue opere sono in San Salvatore in Lauro, Santo Spirito in Sassia, Santi Michele e Magno, e a Palazzo Carpegna, l'attuale sede dell'Accademia di San Luca.
Negli ultimi periodi della sua carriera il suo più importante patrono fu Luciano Bonaparte, al quale fornì calchi in gesso di famose sculture antiche per la sua villa a Canino.
Morì a Roma. Il suo diario, che copre gli anni 1773-1803, e la sua corrispondenza sono importanti fonti primarie per conoscere il mercato dell'arte romano del suo tempo.

## Approfondimenti
- I. Bignamini, C. Hornsby, Digging And Dealing In Eighteenth-Century Rome (2010), p. 310-312
- N. H. Ramage, 'The Pacetti papers and the restoration of ancient sculpture in the 18th century', in Von der Schonheit Weissen Marmors: Zum 200 Todestag Bartolomeo Cavaceppis, ed. T. Weiss (1999. Mainz), p. 79-83
- H. Honour, 'The Rome of Vincenzo Pacetti: leaves from a sculptor's diary', in Apollo; 78 (1963 November), 368-376
- H. Honour, 'Vincenzo Pacetti', in The Connoisseur; 146 (1960 November), p. 174-181